# Валя-Серій (комуна)
Валя-Серій (рум. Valea Sării) — комуна у повіті Вранча в Румунії. До складу комуни входять такі села (дані про населення за 2002 рік):
- Валя-Серій (529 осіб)
- Колаку (782 особи)
- Метечина (235 осіб)
- Подурі (342 особи)
- Прісака (214 осіб)

Комуна розташована на відстані 169 км на північ від Бухареста, 36 км на північний захід від Фокшан, 108 км на північний захід від Галаца, 95 км на схід від Брашова.

## Населення
За даними перепису населення 2002 року у комуні проживали 2102 особи, усі — румуни. Усі жителі комуни рідною мовою назвали румунську.
Склад населення комуни за віросповіданням:
| Релігія     | Кількість осіб | Відсоток |
| ----------- | -------------- | -------- |
| православні | 2101           | > 99,9%  |